# Antonov An-124
Antonov An-124 Ruslan (ruski: Антонов Ан-124 «Руслан», NATO oznaka: Condor) je najveći zrakoplov proizveden do početka proizvodnje Antonova An-225. Tijekom razvoja na zapadu je bio poznat kao An-400 i An-40. Prvi put je poletio 1982. godine a odobrenje za civilnu uporabu zrakoplovne vlasti izdale su 30. prosinca 1992. Zrakoplov je prvi puta prikazan 1985. godine na aeromitingu u Parizu. Trenutno se koriste preko četrdeset aviona, od čega 20 lete u komercijalne svrhe u Rusiji, Ukrajini, Ujedinjenim Arapskim Emiratima i Libiji.

## Dizajn i razvoj
An-124 je proizvođen paralelno u dvije tvornice: ruskoj "Aviastar-SP" i ukrajinskoj "Kijev Aviation plant (AVIANT)" a serijska proizvodnja prestala je s raspadom Sovjetskog Saveza. Posljednjih pet nedovršenih konstrukcija preostalih iz bivšeg SSSR dovršeni su 2001. (1), 2002. (1) i 2004. (3). Iako se trenutno An-124 ne proizvodi, Rusija i Ukrajina su dogovorili nastavak proizvodnje u 2008. godini.
Osnovna konstrukcija izrađena je od legura aluminija a ostali dijelovi su od kompozitnih materijala. Podvozje je sastavljeno od glavni stajnog trapa koji ima deset nogu s 20 kotača s gumama niskog pritiska i dvije nosne noge s po dva kotača. Prednje nosne noge mogu se poleći s čime se uvelike olakšava utovar i istovar. Vojna inačica može ponijeti preko 150 tona tereta a na gornjoj palubi iza centroplana krila mogu se smjestiti 88 putnika. Radi ograničene mogućnosti stavljanja glavnog teretnog prostora pod tlak (3,57 PSI) vrlo rijetko prevozi vojnike, uglavnom padobrance. An-124 nalikuje američkom Lockheed C-5 Galaxy, no može ponijeti 25% više korisnog tereta. Korišten je za prijevoz lokomotiva, jahti, trupa zrakoplova (bez krila) kao i raznog izvangabaritnog tereta.
Prvi izrađeni avioni AN-124 predviđeni su samo za vojno korištenje s vijekom trajanja od 7500 sati leta, s mogućnosti produženja. Ipak, mnogi zrakoplovi letjeli su i preko 15.000 sati. Kao odgovor na prigovore korisnika, zrakoplovi izrađeni nakon 2000. (An-124-100) mogu letjeti do 24.000 sati. I starije konstrukcije su prerađene radi postizanja tog standarda.

## Inačice
- An-124 Ruslan

Strateški prijevoz teških zrakoplova. 
- An-124-100

Komercijalni transport zrakoplov. 
- An-124-100M

Komercijalna transportna inačica opremljena Zapadnom elektronikom. 
- An-124-102

Komercijalna transportna inačica s pilotskom kabinom opremljenom EFIS sustavom. 
- An-124-130

Predložena inačica.

## Dolet
| An-124-100 | An-124-100 |
| teret (t)  | km         |
| ---------- | ---------- |
| 0          | 15.000     |
| 10         | 14.125     |
| 20         | 13.250     |
| 30         | 12.375     |
| 40         | 11.500     |
| 72         | 8.700      |
| 90         | 7.125      |
| 97         | 6.495      |
| 104        | 5.900      |
| 108        | 5.550      |
| 120        | 4.500      |
| 122        | 4.325      |

| АN-124-100М-150 | АN-124-100М-150 |
| teret (t)       | km              |
| --------------- | --------------- |
| 92              | 7.500           |
| 113             | 5.925           |
| 120             | 5.400           |
| 122             | 5.250           |

## Tehničke karakteristike
Izvori podataka: antonov.com
Osnovne karakteristike
- posada: 6
- kapacitet: 88 putnika
- dužina: 68,96 m
- raspon krila: 73,3 m
- površina krila: 628 m2
- visina: 20,78 m

Letne karakteristike
- najveća brzina: 865 km/h
- ekonomska brzina: 800-850 km/h
- dolet: 5.400 km
- najveća visina leta: 12.000 m
- specifično opterećenje krila: 365 kg/m2
- motor: 4× Lotarev D-18T turbofen motora

## Vanjske poveznice
- Antonov An-124 - antonov.com
- Aviastar-SP - proizvođač An-124 u Rusiji
- Aviant - proizvođač An-124 u Ukrajini
- Specifikacije - airforce-technology.com   Arhivirana inačica izvorne stranice od 26. travnja 2009. (Wayback Machine)